# Encarna Piñero
Encarna Piñero és una empresària, executiva en cap i copropietària del grup Piñero, empresa fundada l'any 1975 pels seus pares.
El 2025 fou inclosa a la llista Forbes de les 50 dones més influents de les Balears.